# Marstal Søfartsmuseum
Marstal Søfartsmuseum er er et statsanerkendt kulturhistorisk museum med ansvar for Ærøs Kommunes maritime kulturhistorie i nyere tid, beliggende ved havnen i Marstal på Ærø. Museet er en selvejende institution som blev grundlagt i 1929 og statsanerkendt i 1959. Siden 1980 er museet ledet af Erik Kromann.
Marstal Søfartsmuseum formidlingsstrategi er at formidle gennem permanente udstillinger og skiftende særudstillinger samt ved omvisninger, havne- og byvandringer, sejladser, foredrag, formidlingspublikationer og museets hjemmeside.
Museet beskæftiger fem fuldtidsmedarbejdere og tre deltidsansatte, men desuden er der tilknyttet et større antal frivillige personer. Museet råder i dag over fem udstillingsbygninger med 37 udstillingslokaler, hvor søfarten er rigt repræsenteret fra 1600-tallet til i dag . Her findes over 200 skibsmodeller, mere end 130 flaskeskibe, flere hundrede skibsportrætter, styrehus og kahytter fra coaster, kabys og kahytter fra sejlskibe, andet større skibsgrej og meget mere. Det er dog ikke udelukkende søfart, man finder på museet, der er også hjemstavn bl.a. udstillet gennem en lille "byvandring", samlinger af gamle dragter, fajance og malerisamlinger bl.a. af marine- og grønlandsmaler Carl Rasmussen. I museets gårdhave er indrettet maritim legeplads med en drivkvase og en vrikkejolle. I Museets administrationsbygningen befinder der sig et egns- og maritimhistorisk arkiv, med dokumenter, fotos og en del søfarts- og hjemstavnslitteratur, som er tilgængelig i en læsestue.
Bag Marstal havns lange kampestensmole, som blev påbegyndt den 28. januar 1825 for at sikre byens store sejlskibsflåde mod naturens kræfter, ligger Marstal Søfartsmuseums afdeling Eriksens Plads med Eriksens Værft. Her har over 10 træskibsværfter søsat skibe fra denne plads gennem årene.
På forskellige tidspunkter er der åbent til værftshal og til motorshal, hvor forskellige bådsmotorer bliver startet op. Der er desuden legeskibsbyggeri og mulighed for jollesejlads på visse dage og andre aktiviteter for børn og børnefamilier.

## Bonavista
Nationalmuseets skonnert Bonavista, en af Marstalflådens mange New Foundlandsfarere, blev den 13. februar 2008 sat på land på Eriksens Plads i hjemhavnen Marstal. En kontrakt mellem Nationalmuseet og Ebbes Bådebyggeri blev indgået om en fireårig restaureringsopgave. Bonavista blev søsat fra Eriksens Plads i Marstal den 26. maj 2012og blev sejlklar i 2019.

## Galleri
- Marstal Søfartsmuseum
- Marstal havn omkring 1860
- Marstal Søfartsmuseum Carl Rasmussen-rummet
- Bonavista blev sejlklar i 2019
- Havnemolen i Marstal blev påbegyndt den 28. januar 1825